# NGC 1430
NGC 1430 est une étoile située dans la constellation de l'Éridan. 
L'astronome américain Francis Leavenworth a enregistré la position de cette étoile en 1886.